# Antiga Prisão de Castro Verde
A Antiga Prisão de Castro Verde, igualmente conhecida como Antiga Escola Primária de Castro Verde, é um edifício histórico na vila de Castro Verde, na região do Baixo Alentejo, em Portugal.

## Descrição e história
O imóvel funcionou como cadeia até à década de 1950, com as celas no piso térreo, cujas janelas ainda apresentam as grades de ferro. O primeiro andar albergou a Escola Primária de Castro Verde até 1956. Entre 1967 e 1968, o edifício albergou temporariamente o património do Futebol Clube Castrense, na sequência da suspensão das funções daquela associação desportiva. Porém, as condições no interior do edifício não eram ideais, havendo risco de se deteriorarem as várias peças devido à ocorrência de inundações, situação que perdurou até à fundação de uma nova sede, na Primavera de 1969.
Na década de 2010, a autarquia de Castro Verde iniciou um programa para a instalação de placas informativas nos monumentos mais importantes dentro do núcleo urbano da vila, incluindo a Antiga Cadeia de Castro Verde.